# Ramiro II de Aragão

Brasão das Armas antigas do Reino de Aragão

Ramiro II de Aragão, apelidado o Monge (24 de abril de 1084 — Huesca, 16 de agosto de 1157), rei de Aragão  entre 1134 e 1137, e até à sua morte, nominalmente. Foi filho de Sancho I de Aragão e de Felicia de Roucy, filha de Hilduíno IV de Ramerupt e de Adela de Roucy.
Desde muito jovem dedicou a sua vida à Igreja, primeiro como monge no mosteiro francês de Mosteiro São Ponce de Tomeras, depois como abade de São Pedro, o Velho Huesca e, por último, como bispo de Barbastro-Roda.
O seu irmão, o rei Afonso I, fez herdeiras dos seus reinos as ordens militares, mas ninguém pensou em cumprir dito testamento e os nobres aragoneses, reunidos em Jaca reconheceram Ramiro como rei. Por sua vez, os navarros elegeram Garcia o Restaurador. Nesse momento Ramiro era bispo de Roda-Barbastro, mas teve de ocupar o trono.
Apesar de não ter experiência política, sufocou com sucesso várias revoltas durante o seu reinado, que ostentou de 1134 a 1137, sendo sucedido por Petronila de Aragão como rainha em título (ainda que sem potestade para exercer o título, pela sua condição de mulher), que reinou entre 1137 e 1162, ano em que abdicou a favor do seu filho Afonso II, primeiro rei da Coroa de Aragão.
No Reino de Aragão existiam vários grupos de nobres que lutavam por atingir lugares de maior poder e riqueza. Esses grupos enfrentaram-se entre eles aproveitando a mudança de monarca. Numa dessas disputas, Ramiro II esteve à beira de perder o trono, pelo que teve de se refugiar em Besalú em 1135. No seu regresso solucionou o problema ordenando a decapitação de vários nobres que haviam assaltado uma caravana de muçulmanos em tempo de trégua. Este acontecimento deu origem à lenda do Sino de Huesca.
Mostrou uma grande preocupação pa que coroa não ficasse sem herdeiro. Após o falhanço em adoptar Garcia Ramírez, já rei dos navarros, decidiu ter um filho legítimo que herdasse o reino de Aragão.
Casou-se no dia 13 de novembro de 1135 na catedral de Jaca com Inês da Aquitânia, uma nobre viúva francesa que havia demonstrado fertilidade num primeiro casamento, era filha de Guilherme IX da Aquitânia e de Matilde Filipa de Toulouse. Deste casamento nasceu a herdeira, Petronila no dia 11 de agosto de 1136. No final desse mesmo ano, o rei e a sua esposa separaram-se. Inês retirou-se então ao Mosteiro de Santa Maria de Fontevrault, onde morreu no ano de 1159.
Prometeu a sua filha Petronila, com um ano de idade, a Raimundo Berengário IV, conde de Barcelona. Os esposais (apesar da enorme diferença de idade entre ambos) assinaram-se em Barbastro a 11 de Agosto de 1137. As condições para o casamento foram criadas pelo rei Ramiro o Monge, sendo aceites por Raimundo Berengário IV.
A 27 de Agosto, durante a sua estadia no castelo de Ayerbe, Ramiro o Monge assinou um documento no qual promete não fazer doações sem a aprovação do conde de Barcelona. A 13 de novembro desse mesmo ano, Ramiro II delegou ao seu genro o poder real, ainda que não a sua dignidade e título real. A partir desse momento D. Raimundo, com o título de príncipe de Aragão e conde de Barcelona, encarrega-se dos dois estados. No mês de agosto de 1150 celebrou-se o casamento do conde Raimundo Berengário e Dona Petronila em Lérida.
Desta maneira, Ramiro cumpriu a missão de salvar a monarquia. Assinou com Afonso VII de Leão o Tratado de Tudilén em 1151, fixando o avanço dos dois reinos.
Os últimos dias de D. Ramiro decorreram entre São Pedro, o Velho de Huesca e a sua propriedade em São Úrbez de Sarrablo (Huesca). Morreu em Huesca no dia 16 de Agosto de 1157 e foi enterrado na capela de São Bartolomé de São Pedro, o Velho de Huesca.

## Matrimónio e descendência
Casou com Inês da Aquitânia também conhecida como Inês de Poitou (c. 1105–8 de março de 1159), filha de Guilherme IX da Aquitânia (1071–1126) e de Matilde Filipa de Toulouse (c. 1070–1117), de quem teve:
1. Petronila de Aragão (Huesca, 29 de junho de 1136 - Barcelona, 17 de outubro de 1173) [1]) foi rainha de Aragão entre 1157 e 1164 e condessa de Barcelona entre 1162 e 1164[2][3] casada com Raimundo Berengário IV de Barcelona (1113–1162)